# For Life (EP Exo)
For Life è il quinto EP del gruppo musicale sudcoreano-cinese EXO, pubblicato il 19 dicembre 2016.

## Descrizione
Si tratta di un EP unico che include le versioni in lingua coreana e cinese delle tracce.

## Tracce
1. For Life – 3:58 (testo: Kenzie – musica: Kenzie, Matthew Tishler, Aaron Benward)
2. Falling for You – 3:24 (testo: Seo Ji-eum – musica: Dominique "DOM" Rodriguez (Audity), Richard Garcia (Audity), Andreas Stone Johansson, Allison Kaplan)
3. Suho, Baekhyun, Chen, D.O. – What I Want for Christmas – 3:22 (testo: JQ (Makeumine Works), Seolim (Makeumine Works) – musica: BUM (Joombas), Chek Parren (Joombas), J. Lewis, Sidnie Tipton)
4. Xiumin, Chanyeol, Kai, Sehun – Twenty Four – 3:40 (testo: Lee Yoo-jin – musica: Joseph "Joe Millionaire" Foster, Jeremy "Tay" Jasper, Leven Kali, Otha "Vakseen" Davis III, MZMC)
5. Winter Heat – 3:35 (testo: Kim Min-ji – musica: Andreas Öberg, Maria Marcus, Andrew Choi)
6. For Life (一生一事T) – 3:58 (testo: Kenzie, Xiaohan – musica: Kenzie, Matthew Tishler, Aaron Benward)
7. Falling for You (亿万分之一的奇迹T) – 3:24 (testo: Seo Ji-eum, Yang Yao-cheng – musica: Dominique "DOM" Rodriguez (Audity), Richard Garcia (Audity), Andreas Stone Johansson, Allison Kaplan)
8. Lay, Baekhyun, Chen, D.O. – What I Want for Christmas (再续冬季T) – 3:22 (testo: JQ (Makeumine Works), Seolim (Makeumine Works), DeerJenny – musica: BUM (Joombas), Chek Parren (Joombas), J. Lewis, Sidnie Tipton)
9. Xiumin, Chanyeol, Kai, Sehun – Twenty Four (二十四小时T) – 3:40 (testo: Sun Yien – musica: Joseph "Joe Millionaire" Foster, Jeremy "Tay" Jasper, Leven Kali, Otha "Vakseen" Davis III, MZMC)
10. Winter Heat (暖冬T) – 3:35 (testo: Kim Min-ji, Xiaohan – musica: Andreas Öberg, Maria Marcus, Andrew Choi)

## Classifiche

### Classifiche settimanali
| Classifica (2016) | Posizione massima |
| ----------------- | ----------------- |
| Corea del Sud     | 1                 |
| Giappone          | 7                 |

### Classifiche di fine anno
| Classifica (2016) | Posizione |
| ----------------- | --------- |
| Cina              | 5         |
| Corea del Sud     | 3         |

| Classifica (2017) | Posizione |
| ----------------- | --------- |
| Cina              | 21        |

| Classifica (2018) | Posizione |
| ----------------- | --------- |
| Cina              | 33        |